# Busan Asiad Stadium
Busan Asiad Stadium eller Asiad Main Stadium er et stadion i Busan i Sydkorea. Stadionet blev bygget til de Asiatiske Lege i 2002. Stadionet blev også brugt i VM i fodbold 2002. Kapaciteten er på 53 864 og er hjemmebane for fodboldholdet Busan I'Park.

## Kampe ved VM i fodbold 2002
- Gruppespil, 2. juni 2002: Paraguay – Sydafrika 2–2
- Gruppespil, 4. juni 2002: Sydkorea – Polen 2–0
- Gruppespil, 6. juni 2002: Frankrig – Uruguay 0–0

35°11′24″N 129°03′30″Ø / 35.190103°N 129.058361°Ø